# Screen Actors Guild
Het Screen Actors Guild (SAG) was een vakbond voor film- en televisieacteurs in de Verenigde Staten. De vakbond had meer dan 200.000 leden en garandeerde een minimumsalaris bij vakbondsproducties. Sinds 1995 kozen de leden de winnaars van de Screen Actors Guild Awards. Op 30 maart 2012 fuseerde de SAG met de American Federation of Television and Radio Artists (AFTRA). De fusievakbond heet sindsdien SAG-AFTRA.

## Voorzitters
De volgende personen waren voorzitter van het Screen Actors Guild:
| - 1933-1933 Ralph Morgan - 1933-1935 Eddie Cantor - 1935-1938 Robert Montgomery - 1938-1940 Ralph Morgan - 1940-1942 Edward Arnold - 1942-1944 James Cagney - 1944-1946 George Murphy - 1946-1947 Robert Montgomery - 1947-1952 Ronald Reagan - 1952-1957 Walter Pidgeon | - 1957-1958 Leon Ames - 1958-1959 Howard Keel - 1959-1960 Ronald Reagan - 1960-1963 George Chandler - 1963-1965 Dana Andrews - 1965-1971 Charlton Heston - 1971-1973 John Gavin - 1973-1975 Dennis Weaver - 1975-1979 Kathleen Nolan - 1979-1981 William Schallert | - 1981-1985 Edward Asner - 1985-1988 Patty Duke - 1988-1995 Barry Gordon - 1995-1999 Richard Masur - 1999-2001 William Daniels - 2001-2005 Melissa Gilbert - 2005-2009 Alan Rosenberg - 2009-2012 Ken Howard (voortgezet als voorzitter SAG-AFTRA) |